# ابراهیم‌آباد (شهربابک)
ابراهیم‌آباد یک روستا در ایران است که در شهرستان شهربابک استان کرمان واقع شده‌است. ابراهیم‌آباد ۲۱ نفر جمعیت دارد.

## جمعیت
این روستا در دهستان جوزم قرار دارد و براساس سرشماری مرکز آمار ایران در سال ۱۳۸۵، جمعیت آن ۲۱ نفر (۶ خانوار) بوده‌است.